# Donne menzionate nella Bibbia
Di seguito viene riportata la lista delle donne menzionate nelle Bibbie cristiana ed ebraica, sia nel Vecchio che nel Nuovo Testamento. L'elenco, in ordine alfabetico, è il seguente:

## A
- Abigail: madre di Amas, sorella di Davide. Secondo 1 Cronache 2:15-17.
- Abigail: moglie di Nabal, che, alla morte di Nabal, divenne la terza moglie di Davide. Secondo 1 Samuele 25.
- Abihail: madre di Zuriel, il capo della casa di Merari, che era uno dei figli di Levi  Numeri 3:35.
- Abihail: moglie di Abishur e madre di Ahban e Molid. 1 Cronache 2:29
- Abisag: una servitrice di re Davide, secondo 1 Re 1:3,4; 2:13–25.
- Abital : una delle mogli di re Davide, secondo 2 Samuele 3:4, 1 Cronache 3:3.
- Aclai (Ahlai): figlia di Sesan. Secondo 1 Cronache 2:31, 34.
- Aclai (Ahlai): madre di Zabad, membro della guardia reale di Davide. Secondo 1 Cronache 11:41.
- Acsa (o Acsah) – figlia di Caleb, sorella di Anak. Quando Caleb la promise a Otniel in moglie, richiese che la dote includesse anche sorgenti d'acqua, oltre alle terre già promesse.
 Secondo Giosuè, Giudici, 1 Cronache[1].
- Ada: moglie di Lamech. Secondo Genesi 4:19-23
- Ada: figlia di Elon l'Ittita, e una delle mogli di Esaù. Possibile l'identificazione con Basemat (Bashemath), anch'essa "figlia di Elon l'Hittita". Secondo Genesi 26:34; 36:2.
- Agar (Hagar): ancella egiziana della matriarca Sara, moglie di Abramo e madre di Ismaele. Genesi[2]
- Agghìt (Haggith) – moglie del re Davide, madre di Adonìa Adoniyah, suo quarto figlio. Secondo 1Samuele, 1 Re, 1 Cronache[3][4][5]
- Ahinoam: moglie di re Saul, madre di Mikal, futura moglie di re Davide. Secondo 1 Samuele 14:50.
- Ahinoam: una delle mogli di re Davide, madre di Amnon. Secondo 1 Samuele; 2 Samuele; 1 Cronache[6][7][8].
- Ammolèket – sorella di Gàlaad, il nipote di Manasse, madre di tre maschi (Iseod, Abièzer e Macla). 1 Cronache 7:18.
- Anna: anziana profetessa ebraica del Tempio di Gerusalemme, autrice di predizioni su Gesù. Secondo Luca 2:36–38.
- Anna: profetessa e madre di Samuele, abitante a Gerusalemme.  1 Samuele[9]
- Antiòchide: una concubina del re, che ricevette in dono le città di Tarso e Mallo. Secondo 2 Maccabei 4:30.
- Asenath: moglie egiziana di Giuseppe. Secondo Genesi 41:45–50; 46:20.
- Atalia (Athaliah): figlia di re Omri, e madre di Acazia (Ahaziah ), giovane successore al trono di Giuda[10]. Fu regina di Giuda al tempo di Geroboamo. Secondo 2 Cronache[11]
- Atara (Atarah) – seconda moglie di Ieracmèl (Jerahmeel), e madre di Oanm. Secondo 2 Cronache 2:26.
- Azlelpòni (Hazzelelponi o Asalelphuni): figlia di Etam, della tribù di Giuda. 1 Cronache 4:3.
- Azubah: moglie di Caleb. Secondo 1 Cronache 2:18-19
- Azubah: moglie di Asa, terzo re di Giuda, e madre di Giosafat. Secondo 1 Re 22:42, 2 Cronache 20:31.

## B
- Baara: seconda moglie del moabita Sacaràim (Shaharaim). Secondo 1 Cronache 8:8.
- Basemat (Basemeth): figlia di Elon l'Ittita, una delle mogli di Esaù, ebbe all'età di quarant'anni. Secondo Genesi 26:34; 36:10.
- Basemat: figlia di Ismaele, sorella di Nebaiòt e di Macalat. Terza moglie di Esaù e madre di Rauel, progenitore dei capi nel paese di Edom. Secondo Genesi[12].
- Betsabea (Bathsheba): moglie di Uria l'Ittita, e poi di re Davide. Da questi ebbe Salomone, che gli succedette al trono. Secondo 2 Samuele, 1 Re, 1 Cronache [13][14][15].
- Berenice: menzionata con Agrippa I, è stata identificata come la consorte di tale re. Secondo Atti[16].
- Bila (Bilhah): ancella di Rachele, moglie di Giacobbe, che da tale concubina con beneplacito di Rachele ebbe due figli: Dan e Neftali. Secondo  Genesi[17].
- Bithia (Bithiah): figlia del faraone, moglie di Mered, della tribù di Giuda. Secondo 1 Cronache 4:18
- Bosmat: figlia di Salomone, moglie di Achimaaz (Ahimaaz). Secondo 1 Re 4:15.

## C
- Camutàl (Hamutal) – figlia di Geremia, di Libna, madre dei re Ioacaz (Jehoahaz ) e Sedecìa.  II re, Geremia [18][19].
- Candàce: regina etiope. L'eunuco che soprintendeva al suo tesoro reale fu convertito e battezzato da Filippo l'Evangelista[20]. Atti 8:27.
- Chefziba (Hephziba): madre di Manasse, re di Giuda, moglie del re Ezechia che disfece le opere del padre, gradite al Signore. 2 Re 21:1.
- Chelea (Helah): prima moglie di Ascur, madre di Zeret, Zocar, Etnan e Koz. 1 Cronache 4:5-7.
- Claudia: menzionata nei saluti di Paolo Apostolo, a conclusione della seconda lettera pastorale, l'ultima indirizzata a Timoteo. Secondo 2 Timoteo 4:21.
- Codes (Hodesh) – una delle mogli di Sacaràim (Shaharaim), residenti in Moab, appartenenti alla tribù di Beniamino. 1 Cronache 8:8,9.
- Cozbi: figlia di Zur, principe e capo di un casato di Madian. Fu fra gli adoratori della divinità pagana Baal-Peor, unitamente a Zimri, figlio di Salu, capo di un casato dei Simeoniti. Quando furono condotti davanti a Mosè e alla comunità degli Israeliti, e poi uccisi da Fineas (Phinehas), figlio di Eleazaro e nipote di Aronne, ebbe fine un flagello che, secondo la Parola rivolta dal Signore a Mosè, aveva causato 24.000 morti. Secondo Numeri[21].
- Culda (Huldah): profetessa residente a Gerusalemme, moglie di Sallùm, figlio di Tikva, figlio di Carcas, guardarobiere.  2 Re, 2 Cronache [22].
- Cusim (Hushim): dei figli di Acher 7:12, moglie di Sacaràim ripudiata come Baara, madre di Abitùb e di Elpaal. 1 Cronache[23].

## D
- Dalila (Delilah): citata come "donna della valle di Sorek", della quale si innamorò Sansone[24].
- Damaris: donna convertita dal discorso di Paolo all'Areopago, insieme a san Dionigi Areopagita[25]. Atti degli Apostoli 17:34.
- Debora (Deborah): nutrice di Rebecca, sepolta nel luogo detto la Quercia del Pianto (Allon Bachuth), presso Betel. Genesi 35:8.
- Debora: profetessa, quarta (e unica donna) fra i giudici di Israele, nel periodo pre-monarchico. Libro dei Giudici[26].
- Dina (Dinah): figlia del patriarca Giacobbe e di Lia (Leah), sua prima moglie. Secondo Genesi 30:21; 34.
- Dorcas - identificata con Tabità, discepola resuscitata da Pietro apostolo. Secondo Atti 9:36-40[27].

## E
- Eglà: una delle mogli di re Davide. 2 Samuele, 2 Cronache[28].
- Elisabetta: moglie di Zaccaria, e madre di Giovanni Battista. Luca[29].
- Elisabetta (Elisheba): moglie di Aronne. Esodo[30].
- Efa: una delle concubine di Caleb, della tribù di Giuda. Ella partorì Caràn, Moza e Gazez. 1 Cronache[31].
- Efrat: seconda moglie di Caleb, e madre di Cur. 1 Cronache[32].
- Ester: regina dell'impero persiano, secondo la Bibbia ebraica. Menzionata come la regina di Ahasuerus. Ester 1.
- Eva: prima donna, moglie di Adamo. Genesi 2;3.

## F
- Febe: diaconessa della Chiesa di Cencrea, diede protezione a Paolo apostolo. Romani 16:1.

## G
- Giaele: uccise Sisara per consegnare Israele dalle truppe del re Iabin. Divenne moglie di Eber il Kenita. Giudici «giudici»[33]
- Gezabele (Jezebel): madre di Ioram, dedita alla magia e alla prostituzione, fu regina dell'antico Israele, uccisa da Jehu. 1 Re, 2 Re[34].
- Gezabele: figura dei falsi profeti. Apocalisse 2:20-23.
- Giovanna: moglie di Cusa, amministratore di re Erode, una delle donne che Gesù guarì da demoni e da infermità. Con Maria di Magdala e Maria di Cleofa, vide che il Santo Sepolcro era vuoto. Luca[35].
- Giuditta (Judith): moglie ittita di Esaù. Genesi 26:34.
- Giulia: personalità salutata da Paolo apostolo, a conclusione dell'Epistola ai Romani. Romani 16:15.
- Giunia: personalità salutata da Paolo apostolo, a conclusione dell'Epistola ai Romani. Romani 16:7
- Gomer: adultera e prostituta[36], poi divenuta moglie del profeta Osea, con reciproca promessa di fedeltà. È anche allegoria della condotta degli Israeliti, definita dal Signore come idolatra e deviata. Osea[37].

## I
- Iecolia (o Jecoliah): moglie di Amasia, della tribù di Giuda, e madre del re Ozia. 2 Re, 2 Cronache[38][39]
- Iedida (Jedidah): nativa di Boscat, figlia di Adaia, fu madre del re Giosia.  2 Re [40]
- Ioseba (o Jehoshebeath, Josaba): figlia del re Ioram e sorella di Acazia. Sottrasse Ioas, figlio di Acazia, dal gruppo dei figli del re destinati alla morte. 2 Re 11:2.
- Iemina: prima figlia di Giobbe. Giobbe 42:14.
- Ieriot: figlia di Azubà, prima moglie di Caleb, figlio di Chezròn. 1 Cronache 2:18.
- Ierusa (Jerusha): figlia di Sadoc, un sacerdote, moglie del re Ozia e madre di Ioatam. 2 Re, 1 Cronache[41].
- Iochebed: madre di Mosè, Aronne e Miriam. Esodo, Numeri[42].
- Ioaddain (Jehoaddan, o Jehoaddin): nativa di Gerusalemme, madre di Amazia, re di Giuda. 2 Re, 2 Cronache [43]
- Isca (Iscah): figlia di Aran (Haran) e sorella di Milca. Aran è il primogenito di Terach e fratello Abramo. Genesi 11:29.

## K
- Keren-Happuch: terza e ultima figlie di Giobbe, sorella di Iemima e Kezia. Giobbe 42:14.
- Keturah: ancella, e seconda moglie di Abramo, alla morte di Sara. Genesi, 1 Cronache [44]
- Keziah: seconda figlia di Giobbe. Giobbe 42:14.

## L
- Lia (Leah): prima moglie di Giacobbe, con Rachele fondatrice della casa israelita. Genesi, Ruth[45]
- Lidia di Tiatira: commerciante di porpora, una dei primi battesimi operate da Paolo, che ospitò per un certo tempo nella propria dimora. Atti 16:14–15.
- Lòide: madre di Eunìce, che concepì Timoteo. 2 Timoteo 1:5.
- Lo–Ruhamah (lett."non amata"[46]): seconda dei figli che Gomer ebbe da Osea. Osea 1:6, 8.

## M
- Maaca: figlia di Assalonne, e seconda moglie del re Roboamo (Rehoboam), la più amata fra le sue mogli o concubine. Madre di che gli partorì Abia, Attài, Ziza e Selomìt.. 2 Cronache 11:20-22.
- Maaca: sorella di Makir, padre di Galaad. Maaca è anche il nome della moglie di Makir. 1 Cronache 7:15-16.
- Macalat (Mahalath): figlia di Ismaele, sorella di Nebaiòt, fu la terza moglie di Esaù. Genesi 28:9.
- Macalat (Mahalath): nipote di Davide e prima moglie del re Roboamo.  2 Cronache 11:18.
- Macla (Mahlah): una delle figlie di Zelofcad, figlio di Efer. Le sue sorelle furono Noa, Ogla, Milca e Tirza. Numeri, Giosuè[47]
- Macla (Mahlah): figlia di Ammolèket. Le altre figlie di Ammolèket furono: Iseod e Abièzer. 1 Cronache 7:18.
- Marta di Betania e Maria di Betania: sorelle di Lazzaro, testimoni della sua resurrezione. Luca, Giovanni[48]
- Maria: madre di Gesù Cristo. Matteo, Marco, Luca, Giovanni, Atti, Galati[49][50][51][52][53][54]
- Maria, madre di Giacomo il Minore e di Joses, Matteo, Marco, Luca, Giovanni[55][56][57][58]
- Maria di Cleofa: moglie di Cleofa, una delle testimoni della Passione di Gesù. Giovanni 19:25.
- Maria: discepola ricordata da Paolo nei saluti a conclusione della Lettera ai Romani. Romani 16:6.
- Maria Maddalena: discepola di Gesù. Una delle donne che vide il Santo Sepolcro vuoto.Matteo, Marco, Luca, Giovanni [55][59][60][61]
- Matred: madre di Meetabel, divenuta moglie di Adar, il re di Edom. Genesi, 1 Cronache[62]
- Metabel (Mehetabel): figlia di Matred, moglie di re Adar.  Genesi; 1 Cronache[62]
- Merab: una delle figlie di Saul, sorella maggiore di Mikal.  1 Samuele[63]
- Me-Zahab: madre di Matred, nonna di Mehetabel. Genesi, 1 Cronache[62]
- Mikal: figlia di Saul, e moglie di Davide. 1 Samuele, 2 Samuele, 1 Cronache [64][65][66]
- Milca (Milcah): figlia di Aran e moglie di Nahor.  Genesi [67]
- Milca: una delle figlie di Zelofcad. Giosuè, Numeri[68]
- Miriam: sorella di Mosè. Esodo, numeri, Deuteronomio, 1 Cronache [69][70][71][72]
- Miriam: figlia di Ialon, e sorella di Sammài e Isbach, padre di Estemoà. Ialon è uno dei figli di Ezra.  1 Cronache 4:17.

## N
- Naama (Naamah): sorella di Tubal-cain, il fabbro, figlio di Zilla. Genesi 4:22
- Naama: madre di re Roboamo, di stirpe ammonita. 2 Cronache 12:13.
- Naara (Naarah): seconda moglie di Ascur, padre di Tekòa, della tribù di Giuda. Diede alla luce Acuzzàm, Chefer, il Temanita e l'Acastarita.1 Cronache 4:5-6.
- Noemi: suocera di Rut. Rut[73]
- Noadia (Noadiah): profetessa. Neemia 6:14.
- Noah: figlia di Zelofcad. Numeri 26:33.

## O
- Orpa: donna nativa di Moab e moglie di Chilion, fratello di Maclon, Chilion e Maclon erano i due figli di Elimèlech e Noemi, Efratei di Betlemme di Giuda. Orpa fu la cognata di Rut. Rut[74]

## P
- Peninna (Peninnah): insieme ad Anna, una delle due mogli di Elkana, uomo di Ramatàim-Zophim[75], delle montagne di Efraim. 1 Samuele[76]
- Perside: "Pèrside che ha lavorato per il Signore", salutata da Paolo nell'Epistola ai Romani. Romani 16:12.
- Prisca: moglie di Aquila, giudeo nativo del Ponto, ospitò Paolo Apostolo a Corinto. Atti, Romani, 1 Corinzi, 2 Timoteo[77][78][79]
- Pua: una delle due levatrici degli israeliti in Egitto, che salvarono i neonati maschi di Israele, contraddicendo l'ordine del faraone. Esodo 1:15.

## R
- Rachele: sorella di Lia, seconda moglie di Giacobbe.  Genesi, 1 Samuel, Geremia, Matteo [80][81]
- Raab (Rahab): di Gerico, aiutò gli Israeliti ad espugnare la città.  Giosuè, Matteo, Ebrei. Giacomo[82][83][84][85]
- Rebecca: moglie di Isacco, madre di Giacobbe e Esaù.  Genesi, Romani [86][87]
- Reuma: concubina di Nahor, fratello di Abramo, madre di Tebach, Gacam, Tacas e Maaca.. Genesi 22:24.
- Rode: fanciulla che riconobbe Pietro apostolo nella casa di Maria, madre di Giovanni detto anche Marco[88]. Atti 12:13-15.
- Rizpà (Rizpah): figlia di Aià, fu una delle concubine del re Saul.  2 Samuele 3:7.
- Rut: sposa di Booz, e madre di Obed. Booz è il bisnonno di re Davide, e discendente di Perez, figlio di Giuda. Rut, Matteo[89]

## S
- Salomè: figlia di Erodiade. Nome in ebraico legge שלומית (Shlomit) ed è derivato da Shalom שלום, che significa "pace ".  Matteo, Marco[90]
- Salome: discepola di Gesù, una delle testimoni della sua crocifissione, e che il Santo Sepolcro era vuoto. Marco[91].
- Saffira: moglie di Anania, abitanti nei luoghi della prima comunità cristiana di Gerusalemme. Atti [92]
- Sara (Sarah): moglie di Abramo, madre di Isacco. Il suo nome era originariamente "Sarai". Secondo Genesi 17:15, Dio mutò il suo nome in Sara (Sarah) come parte della promessa di con Yahweh. dopoché Agar aveva concepito Ismaele. Genesi, Isaia, Romani, Galati, Ebrei, 1 Pietro[93][94][95][96][97][98]
- Sara: moglie di Tobia. Tobia[99]
- Seera (Sheerah): figlia di Efraim, edificò le città di Bet-Coròn inferiore e superiore, e di Uzen-Seera.  1 Cronache 7:24
- Selòmit (Shelomit): figlia di Dibri, della tribù di Dan, e madre di un bestemmiatore condannato a morte da Mosè. Levitico 24:11-16.
- Selòmit: figlia di Zorobabele, sorella di Mesullàm (Meshullam) e Anania.  1 Cronache 3:19.
- Sifra (Shiphrah): insieme a Pua, una delle due levatrici che salvarono i maschi israeliti dall'ordine del faraone d'Egitto. Esodo 1:15.
- Susanna: donna, condannata a morte con false accuse di adulterio, salvata dal profeta Daniele. Daniele[100]
- Susanna: discepola di Gesù. Luca 8:3
- Sìntiche: cristiana appartenente alla Chiesa di Filippi, menzionata insieme ad Evodia. Filippesi 4:2-3.

## T
- Tamar: nuora del patriarca Giuda, e madre di due dei suoi figli, i gemelli Zerah e Perez. Genesi 38[101]
- Tamàr: figlia del re Davide, e sorella di Assalonne. La loro madre era Maaca, figlia di Talmài, re di Ghesùr  2 Samuele[102]
- Tamar: figlia di Assalonne, nipote di Davide. 2 Samuele[103]
- Tafat: figlia di Salomone, moglie di uno dei suoi dodici prefetti, procuratore[104] presso la costa di Dor. 1 Re[105]
- Timna (o Timna): concubina di Elifaz, figlio di Esaù, e madre di Amalek. Genesi[106]
- Tirza (Tirzah): una delle figlie di Zelofcad (Macla, Tirza, Ogla, Milca e Noa). Numeri, Giosuè[107]
- Tabita: abitante di Giaffa, dedita alla vita cristiana e alla carità ai poveri. Atti[108]

## V
- Vasti (Vashti): moglie del re Assuero[109]. Ester[110].

## Z
- Zibiah: madre di Jaosh.
- Zeres: moglie di Amàn.  Ester[111]
- Zeruia (Zeruiah): figlia o figliastra di Iesse, della tribù di Giuda, sorella maggiore del re Davide. Zeruiah ebbe tre figli: Abisai, Ioab, e Asael, tutti soldati nell'esercito di Davide. 2 Samuele, 1 Cronache[112]
- Zilla: con Ada, una delle due mogli di Lamech, madre di Tubalkàin il fabbro, e Naama (Naamah)[113]. Genesi[114]
- Zilpa: ancella di Lia, che divenne moglie di Giacobbe e madre di Gad e Aser.  Genesi[115]
- Sefora (Zipporah): figlia di Ietro, divenuta moglie di Mosè. Esodo[116]

## Donne di cui non è riportato il nome
- la Strega di Endor, a cui il re Saul le chiese di evocare per lui lo spirito del profeta Samuele, deceduto da poco.[117].
- la giovane schiava ebrea che rivelò alla moglie del suo padrone Naaman, comandante dell'esercito siro, che il profeta Eliseo in Samaria avrebbe potuto curarlo dalla lebbra.[118].
- la Samaritana, donna di Sichar, in Samaria, che incontra Gesù al pozzo di Giacobbe.[119].